# Yuto Koizumi
Yuto Koizumi (小泉 勇人 Koizumi Yūto?, Kamisu, Ibaraki, 14 de septiembre de 1995) es un exfutbolista japonés que jugaba como guardameta.

## Trayectoria

### Clubes
| Club                          | País  | Año       |
| ----------------------------- | ----- | --------- |
| Kashima Antlers               | Japón | 2014-2017 |
| J. League sub-22              | Japón | 2014      |
| Mito HollyHock (cedido)       | Japón | 2017      |
| Mito HollyHock                | Japón | 2018      |
| Iwate Grulla Morioka (cedido) | Japón | 2018      |
| Thespakusatsu Gunma           | Japón | 2019      |
| Ventforet Kofu (cedido)       | Japón | 2019      |
| Ventforet Kofu                | Japón | 2020-2022 |

## Palmarés

### Títulos nacionales
| Título             | Club           | País  | Año  |
| ------------------ | -------------- | ----- | ---- |
| Copa del Emperador | Ventforet Kofu | Japón | 2022 |